# Allez Oop
Allez Oop és un curtmetratge de comèdia estatunidenc del 1934 protagonitzat per Buster Keaton. Va ser la segona pel·lícula que Keaton va fer per a Educational Pictures.

## Argument
Elmer (Buster Keaton) treballa en un taller de reparació de rellotges i s'enamora d'una dona anomenada Paula (Dorothy Sebastian), una clienta que porta el seu rellotge perquè l'arreglin. Finalment, Elmer convida a Paula a anar al circ amb ell, on aviat s'enamora del trapezista principal (George J. Lewis). En un esforç per guanyar-se el seu cor, l'Elmer intenta convertir-se en un expert en acrobàcies practicant al seu pati del darrere amb un gronxador i un matalàs, però amb molt poc èxit. Al final, però, és capaç de mostrar el seu veritable coratge, realitzant gestes atlètiques sorprenents per salvar la Paula d'un incendi mortal.

## Repartiment
- Buster Keaton com a Elmer
- Dorothy Sebastian com a Paula Stevens
- George J. Lewis com El gran Apol·lo
- Harry Myers com a espectador del circ
- The Flying Escalantes com a Compañía Acrobàtica
- Leonard Kibrick com a Boy mirant Buster (sense acreditar)